# Дельта Арканзаса

Красным отмечены округи входящие в регион Дельты, розовым - округи частично входящие в Дельту

Дельта Арканзаса — один из шести природных регионов штата Арканзас.
Регион располагается вдоль реки Миссисипи, от Юдоры до Блайтвилла, и до Литл-Рока на западе.
Дельта Арканзаса включает в себя 15 округов: Арканзас, Шико, Клей, Крейгхед, Криттенден, Кросс, Дешей, Дру, Грин, Ли, Миссисипи, Монро, Филлипс, Пойнсетт и Сент-Францис. Также в него частично входят 10 округов: Джэксон, Лоренс, Прери, Рандолф, Уайт, Пьюласки, Линкольн, Джефферсон, Лонок and Вудрафф.